# 函館平野西縁断層帯
函館平野西縁断層帯（はこだてへいやせいえんだんそうたい）は、函館平野とその西側の上磯山地との境界付近に位置する活断層帯。

## 概要
函館平野西縁断層帯は、北海道の函館平野の西縁付近からその南方延長上の函館湾西岸付近にかけてほぼ南北に延びている。全長は約24kmで、断層の西側が東側に対して隆起する逆断層である。横ずれは見られない。
この断層帯は、北部から中部の渡島大野断層と中部から南部の富川断層、及びこれらに付随する断層からなる。渡島大野断層は、北海道亀田郡七飯町から旧大野町を経て旧上磯町に至る。富川断層は、 陸上部（旧上磯町）だけでなく函館湾西岸沿いの海底に延び、少なくとも葛登支岬の南3km付近までは達していると考えられる。断層帯中部では、これらの2つの断層が一部並走している。両断層の西側には長さ4km以下の活断層がいくつか存在し、両断層の活動により副次的に生じたと考えられる。
渡島大野断層の平均変位速度は0.2－0.3m/千年、富川断層の平均変位速度は0.3－0.4m/千年と推定され、断層帯全体としての平均変位速度は0.2－0.4m/千年と推定される。

## 過去の活動
函館平野西縁断層帯は過去4−5万年間に３回活動した可能性があり、最新の活動は1万4千年前以後にあったと考えられる。函館平野西縁断層帯周辺では、歴史時代の被害地震の記録などは知られておらず、最近390年間は活動していないと考えられる。
渡島大野断層と富川断層はどちらも同時に活動した可能性が高く、1回の活動での変位量は3m程度と考えられる。

## 将来の活動

### 将来の地震発生の可能性
将来の地震発生の可能性は、以下のように予測されている。
- 地震の規模：Ｍ7.0〜7.5程度
- 地震発生確率：30年以内にほぼ0％〜1%、50年以内にほぼ0%－2%、100年以内にほぼ0%－3%、300年以内にほぼ0%－10%（日本の主要な活断層の中ではやや高いグループに属する。）[注釈 1]
- 地震後経過率：0.02−1.1[注釈 2]
- 平均活動間隔：13,000年 - 17,000年

函館平野西縁断層帯が活動する場合、断層帯全体が同時に活動する可能性が高い。また、この断層帯で発生する地震により、断層帯の西側に3m程度の変位が生ずると推定される。
この断層帯が活動した場合、北海道北斗市などで震度7、渡島・檜山地方を中心とした道南地方や青森県の一部などで震度5弱以上の強い揺れに見舞われる可能性がある。

### 地震による被害の想定
函館平野西縁断層帯が位置している北斗市では、この断層帯でM6.7の地震が発生した場合の被害について想定している。北斗市によると、木造建物の被害は、市内全域で全壊900棟、半壊2500棟、一部損壊6700棟と予測している。また、火災発生件数は冬の夕方で48件、人的被害は夜の場合で死者71名、重傷者129名、軽傷者1305名と予測している。
また、函館市ではこの断層帯による地震を含む直下型地震についての被害予測をしている。函館市によると、市内では最大で震度6強の揺れが予想され、人的被害は冬の早朝で死者7名、重傷者24名、軽傷者155名と予測している。また、市内では上下水道に被害が発生し断水人口は65,796人にのぼると予測された。

### 近年の地震活動
現在までにおいて、函館平野西縁断層帯付近では、微小な地震を含め地震活動は低調である。